# Rue Rabelais (Paris)
Pour les articles homonymes, voir Rue Rabelais.
La rue Rabelais est une voie du 8e arrondissement de Paris.

## Situation et accès
Longue de 118 mètres, elle commence avenue Matignon et se termine rue Jean-Mermoz.
Le quartier est desservi par les lignes 1 et 9 à la station Franklin D. Roosevelt et par la ligne 9 la station Saint-Philippe du Roule.

## Origine du nom

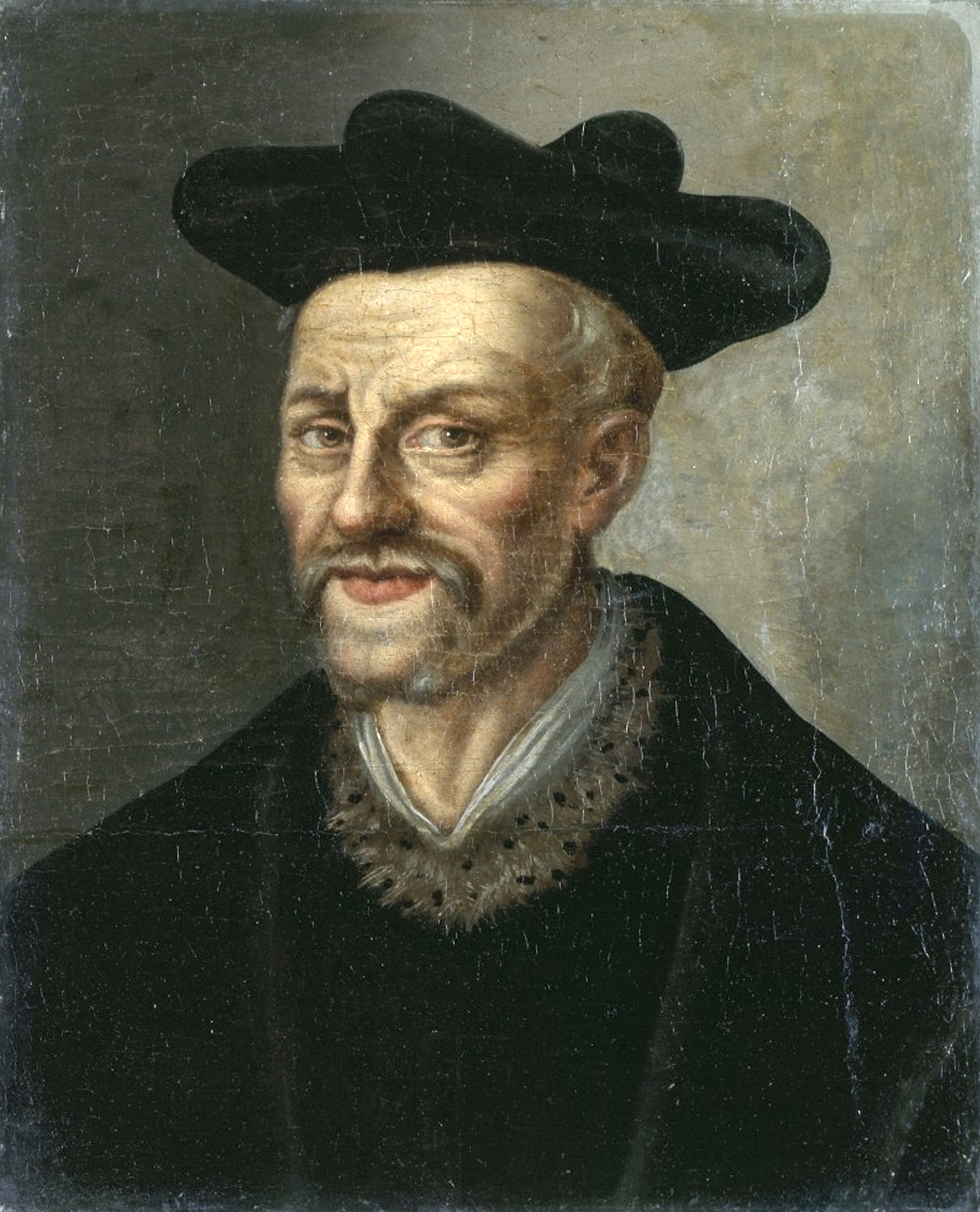
Portrait anonyme de François Rabelais.

Elle porte le nom de l'écrivain français François Rabelais (1483-1553).

## Historique
Dès 1769, cette voie était indiquée sous le nom de « ruelle Rousselet ». Elle s'étendait alors jusqu'au chemin devenu aujourd'hui la rue du Cirque.
Suivant un traité conclu le 5 juin 1817 entre la ville de Paris et le maréchal-duc de Coigny, propriétaire d'un hôtel particulier situé à proximité, rue du Faubourg-Saint-Honoré, elle resta fermée pendant vingt ans avant d'être ouverte en 1846 jusqu'à la rue Montaigne (actuelle rue Jean-Mermoz).
Elle reçut sa dénomination actuelle en vertu d'une délibération de la commission municipale de Paris du 21 décembre 1849 approuvée par un décret du 31 janvier 1850.
Une ordonnance royale du 5 avril 1846 a fixé la largeur de la rue à 10 mètres.

## Bâtiments remarquables et lieux de mémoire
- No 2 : hôtel construit au début du XXe siècle par la famille Gérard, propriétaire de l'hôtel de La Vaupalière, sur une partie du jardin de celui-ci. Abrite depuis 1925 le Jockey Club, cercle mondain fondé en 1834, le second plus ancien de Paris, après le Cercle de l'Union créé en 1823, aujourd'hui le Nouveau Cercle de l'Union.
- No 3 : ambassade d'Israël.

### Bâtiments détruits
- No 1 : hôtel de l'ingénieur Gustave Eiffel (1832-1923)[1], qui en fit l'acquisition en 1890[2] et y vécut jusqu'à sa mort, construit par l'architecte Henri Parent. L'architecte André Granet (1881-1974), marié à une petite-fille de Gustave Eiffel, y a également vécu. Détruit et remplacé par un immeuble moderne.

Cour de l'hôtel de Gustave Eiffel
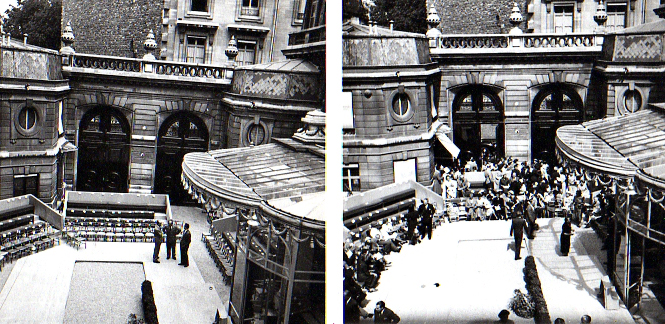
Défilé de mode au 1, rue Rabelais.

## Sources
- Dominique de Lastours et al., Histoire du 2, rue Rabelais. Le Jockey Club, Éditions Lampsaque, 2017, 304 p.  (ISBN 978-2911825200).
- Félix et Louis Lazare, Dictionnaire administratif et historique des rues de Paris et de ses monuments, Paris, Imprimerie de Vinchon, 1844-1849.
- Charles Lefeuve, Les Anciennes Maisons de Paris. Histoire de Paris rue par rue, maison par maison, Paris, C. Reinwald, 5e édition, 1875, 5 vol.
- Félix de Rochegude, Promenades dans toutes les rues de Paris. VIIIe arrondissement, Paris, Hachette, 1910. .